# 黑幫之地
《黑幫之地》（英語：Gangster Land，又名）是一部2017年的美國動作犯罪電影，由小提摩西·伍德沃德執導，主演是西恩·法瑞斯、米洛·吉勃遜、傑森·派屈克、潔美-琳·辛格勒和彼得·費辛利。

## 劇情
本片以傑克·麥格恩的視角講述艾爾·卡彭在芝加哥黑社會崛起的故事。麥格恩是一名成功的業餘拳擊手，在父親被殺後加入了意大利黑手黨，並和他的朋友艾爾·卡彭一起在組織中發展。生意發達興旺，但狄恩·歐班寧與喬治·「瘋子」·莫蘭開始在芝加哥黑社會中激烈爭奪犯罪霸權，最終發生了所謂的情人節大屠殺。

## 演員
- 米洛·吉勃遜 飾 艾爾·卡彭（Al Capone）[2]
- 西恩·法瑞斯 飾 傑克·「機關槍」·麥格恩（Jack "Machine Gun" McGurn）
- 傑森·派屈克（英语：Jason Patric） 飾 探員Reed
- 潔美-琳·辛格勒 飾 Lulu Rolfe
- 彼得·費辛利 飾 喬治·「瘋子」·莫蘭（George "Bugs" Moran）
- 馬克·羅斯頓 飾 狄恩·歐班寧（Dean O'Banion）
- 米高·拜爾 飾 O'Connor
- 西恩·凱南（英语：Sean Kanan） 飾 探員Boyle
- 艾爾·斯帕恩扎（英语：Al Sapienza） 飾 強尼·托里奧（Johnny Torrio）
- Tom Noga 飾 Angelo Demory
- 唐納·哈維（英语：Don Harvey (actor, born 1960)） 飾 探員Landa
- Jean Kauffman 飾 Josephine Demory
- 傑森·布魯克斯（英语：Jason Brooks (actor)） 飾 Agent Wilson
- 羅尼·科爾（英语：Ronnie Kerr） 飾 Franklin "Frank" Rio
- Drake Andrew 飾 約翰·斯卡萊斯（John Scalise）
- Ryan Kiser 飾 彼得·古森伯格（Peter Gusenberg）
- Louis Fasanaro 飾 Albert Anselmi
- Danny Hansen 飾 法蘭克·古森伯格（Frank Gusenberg）
- Kevin Donovan 飾 Ben Feldman

## 製作
2017年6月14日，宣布傑森·派屈克加入演出本片。

## 發行
本片於2017年12月1日在戲院上映，以及進行網絡點播。

## 外部連結
- 互联网电影数据库（IMDb）上《黑幫之地》的资料（英文）
- 爛番茄上《黑幫之地》的資料（英文）